# Lady (film)
Lady (oryg. The Lady) – film biograficzny z 2011 roku w reżyserii Luca Bessona powstały we brytyjskiej koprodukcji. W rolach głównych wystąpili Michelle Yeoh (jako Aung San Suu Kyi) oraz David Thewlis (jako Michael Aris).

## Role główne
- Michelle Yeoh jako Aung San Suu Kyi
- David Thewlis jako Michael Aris
- William Hope jako James Baker
- Jonathan Raggett jako Kim Aris
- Jonathan Woodhouse jako Alexander Aris
- Susan Wooldridge jako Lucinda Philips
- Benedict Wong jako Karma Phuntsho

## Produkcja
Zdjęcia do filmu kręcono w Bangkoku, Birmie, Oksfordzie, Paryżu i Londynie.
Rebecca Frayn rozpoczęła pracę nad projektem po tym, jak na początku lat 1990, wraz z mężem Andym Harriesem – producentem filmowym, odwiedziła Birmę.
Firma produkcyjna Harriesa Left Bank Pictures rozpoczęła prace nad scenariuszem w 2008 roku; film nosił roboczy tytuł Freedom from Fear. Harries chciał, by Michelle Yeoh zagrała główną rolę. Aktorka była zachwycona, gdyż zawsze marzyła o zagraniu roli Suu Kyi.
Przy wsparciu męża Jeana Todta (który później został jednym z producentów filmu) Michelle Yeoh skontaktowała się z Lukiem Bessonem, ponieważ ceniła go za jego poprzednie filmy o kobietach o silnych charakterach.
Besson natychmiast zaakceptował scenariusz, widząc dla siebie szansę by zaprezentować życia prawdziwej bohaterki, kobiety wojownika, która nie walczy bronią, lecz jej cnotami.
Ekipa filmowa Luca Besson skrupulatnie odtworzyła dom Suu Kyi. Replika domu w skali 1:1 została zbudowana na podstawie zdjęć satelitarnych oraz około 200 zdjęć rodzinnych.
Yeoh obejrzała około 200 godzin materiałów związanych z Suu Kyi oraz pobierała lekcje birmańskiego.